# Journal of Coatings Technology and Research
Journal of Coatings Technology and Research (abrégé en J. Coat. Technol. Res. ou JCTR) est une revue scientifique à comité de lecture. Ce trimestriel publie des articles de recherches originales sur les aspects fondamentaux et appliqués du coating.
D'après le Journal Citation Reports, le facteur d'impact de ce journal était de 1,298 en 2014. Actuellement, le directeur de publication est Ray A. Dickie.